# Улуч Алі-паша
Улуч Алі-паша (тур. Uluç Ali Paşa, 1519 — 21 червня 1587), також знаний як Улуч Алі (тур. Uluç Ali), Улуч Алі-реїс (тур. Uluç Ali Reis) і Килич Алі-паша (тур. Kılıç Ali Paşa) — італійський ренегат Джованні Галені, що став берберським корсаром, османським адміралом, бейлербеєм Алжиру і, нарешті, головним адміралом (капудан-пашею) флоту Османської імперії.
Народився в Калабрії (Італія) під іменем Джованні Діоніджі Галені, в християнських країнах Середземномор'я і в європейській літературі він також був відомий під кількома іншими іменами, зокрема — Улуччалі або Окк'ялі (Ulucciali, Occhiali). Мігель де Сервантес описав його в розділі XXXIX свого «Дон Кіхота» як Учалі (Uchali) В інших місцях його просто називали Алі-пашею. Джон Вольф у своєму «Берберському Узбережжі» називає його Еулдж Алі (англ. Euldj Ali).

## Раннє життя
Джованні Діоніджі Галені народився в родині моряка Бірно Галені та його дружини Піппи де Сікко в селі Ле-Кастелла (недалеко від сучасної Ізола-ді-Капо-Риццуто) в Калабрії, на півдні Італії. Його батько хотів, щоб він здобув релігійну освіту, але 29 квітня 1536 року, коли йому було близько 17 років, Джованні був захоплений в полон Алі Ахмедом, одним із капітанів Хайр ад-Діна Барбароси, і відправлений служити рабом на галері. Як раб-весляр на османській галері, брав участь у битві при Превезі в 1538 році. За кілька років він прийняв іслам і до 1451 року став корсаром флоту Тургут-реїса. Це не було якоюсь незвичною практикою для того часу — багато мусульманських корсарів (приватирів) були колишніми полоненими чи рабами, які згодом прийняли іслам.
Він був дуже здібним моряком і незабаром піднявся в ранзі, здобувши достатньо здобичі, щоб викупити частку в корсарській бригантині що базувалась в Алжирі. Подальший успіх дозволив йому незабаром стати капітаном і власником галери, і він завоював репутацію одного з найсміливіших корсарських капітанів (реїсів) на узбережжі Берберії. Улудж Алі зробив кар'єру флоті Тургут-реїса, одного з найвідоміших корсарів у Середземномор'ї, а також османського адмірала і бея Триполі. Плаваючи з Тургутом, він також вразив османського адмірала Піяле-пашу, з яким Тургут кілька разів об'єднував зусилля в спільних морських компаніях. Завдяки успіху в боях, в 1550 році його було доручено управління островом Самос в Егейському морі. 1560 року він під керівництвом Тургут-реїса та Піяле-паші брав участь у переможній для османів битві при Джербі. 1565 року його було призначено бейлербеєм (головним губернатором) Александрії. Того ж року він приєднався до облоги Мальти з османським єгипетським флотом, і коли Тургут-реїс загинув під час облоги, Піяле-паша призначив Улуча Алі наступником Тургута на посаді бея Триполі. Улуч доставив тіло Тургута в Триполі для поховання і взяв під контроль провінцію, а згодом султан Сулейман I надав йому статус паші Триполі. У наступні роки він здійснив численні набіги на узбережжя Сицилії, Калабрії та Неаполя.

## Паша Алжиру
У березні 1568 року звільнилась посада бейлербея Алжиру, і за рекомендацією Піяле-паші, султан Селім II призначив Улуч Алі пашею та бейлербеєм Алжиру, найпотужнішого з османських еялетів у Північній Африці, яким керували адмірали-корсари, призначені султаном. У жовтні 1569 року він напав на хафсидського султана Тунісу Абу'л Аббас Ахмада III, батька якого Іспанія в свій час відновила на своєму троні після захоплення Тунісу османським флотом на чолі з Хайр ад-Діном Барбароссою. Підійшовши до Тунісу сушею з армією в складі близько 5000 воїнів, він швидко змусив Хаміда та його армію до втечі і оголосив себе правителем Тунісу. Хамід знайшов притулок в іспанському форті Ла-Гулет біля Тунісу.
У липні 1570 року, коли Улуч прямував до Константинополя, щоб попросити у султана більше кораблів і людей з метою вигнання іспанців з усієї Північної Африки, він натрапив біля мису Пассаро на Сицилії на п'ять мальтійських галер, якими командував Франциско де Сант-Клемент, тодішній генерал-капітан галер Ордена і захопив чотири з них. Сант-Климент втік, але після повернення на Мальту був засуджений, задушений, а його тіло покладено в мішок і скинуто в гавань. Ця подія призвела до того, що Улуч передумав пливти до Стамбулу іі повернувся до Алжиру, щоб відсвяткувати перемогу. В Алжирі на початку 1571 р. він зіткнувся з заколотом яничарів, які вимагали виплати простроченої зарплати. Він вирішив вийти в море, залишивши можливість заколотникам забрати свою платню з усіх, кого вдасться знайти та пограбувати. Дізнавшись про наявність великого османського флоту під Короном у Мореї, він вирішив приєднатися до нього. Це був флот під командуванням Муезинзаде Алі-паши, якому судилось бути розгромленим в битві при Лепанто через кілька місяців.

## Лепанто
7 жовтня 1571 р. Улуч Алі командував лівим флангом флоту Алі-паші в битві при Лепанто. Він спромігся утримати свою ескадру разом під час абордажних боїв, переміг свого безпосереднього супротивника Джованні Андреа Доріа і захопив флагман Мальтійських лицарів з їх великим прапором. Коли османська поразка стала очевидною, він зумів вивести свої кораблі з бою і зібрав розкидані залишки османського флоту (близько сорока галер і фуст) дорогою до Константинополя, куди він прибув на чолі флотилії з 87 суден. Там він подарував великий прапор Мальтійських лицарів султану Селіму II, який присвоїв йому почесний титул Килич (Kılıç — «меч») і 29 жовтня 1571 року призначив його капудан-пашею (головним адміралом) і бейлербеєм еялету Архіпелаг. Відтоді він став знаний як Килич Алі-паша.

## Капудан-паша (1572- 1587)
Після поразки під Лепанто, Піяле-паша та Улуч Алі-паша негайно розпочали відбудову османського флоту. Улуч Алі зробив особливий акцент на будівництві важких кораблів за зразком венеціанських галеасів, важкій артилерії для галер та озброєнні вогнепальною зброєю солдатів на борту. У червні 1572 року, перебуваючи на посаді капудан-паші, він вирушив із 250 галерами та великою кількістю менших кораблів, щоб помститися за Лепанто. Він виявив, що християнський флот стояв на якорі в затоці біля Мореї, але його стратегія намагатися заманити ворога і завдати шкоди багаторазовими швидкими ударами означала, що повноцінна битва так і не відбулася, оскільки християнський флот був занадто обережним, щоб потрапити в пастку і бути оточеним.
У 1573 р. Улуч Алі-паша керував морськими кампаніями на узбережжі Італії. Того ж року регентство Алжиру було передано Арабу Ахмеду, а Хуан Австрійський, переможець Лепанто, захопив Туніс. У липні 1574 р. Улуч Алі-паша відплив до Тунісу з флотом з 250 галер і великою армією під командуванням Цигалазаде Сінан-паші, захопив портову фортецю Ла-Гулетт 25 серпня 1574 р. і місто Туніс 13 вересня 1574 р.. Під час цієї експедиції, 26 липня 1574 року, сили Улуч Алі-паші побудували османську фортецю на узбережжі Марокко, звернену до Андалусії на материковій частині Іспанії.
У 1576 р. він здійснив набіг на Калабрію і в 1578 р. придушив черговий заколот яничар в Алжирі, які вбили Араба Ахмеда. У 1584 р. він командував морською експедицією у Крим. 1585 року він придушив повстання в Сирії та Лівані з османським єгипетським флотом, що базувався в Александрії.
Помер Улуч Алі-паша 21 червня 1587 р. в Константинополі (Стамбул). Похований у мечеті Килич Алі-паші (1580), яку спроєктував відомий архітектор Мімар Сінан.

## Спадщина
- Він побудував мечеть Килич Алі-Паша (1580) та Терми (1583) у Стамбулі .
- На його честь було названо кілька військових кораблів і підводних човнів ВМС Туреччини (див. Швидкий ударний ракетний катер класу Kılıç та підводний човен класу Oruç Reis).
- Пам'ятник Улучу Алі встановлений на центральній площі Ле-Кастелла в Калабрії, місті, де він народився.

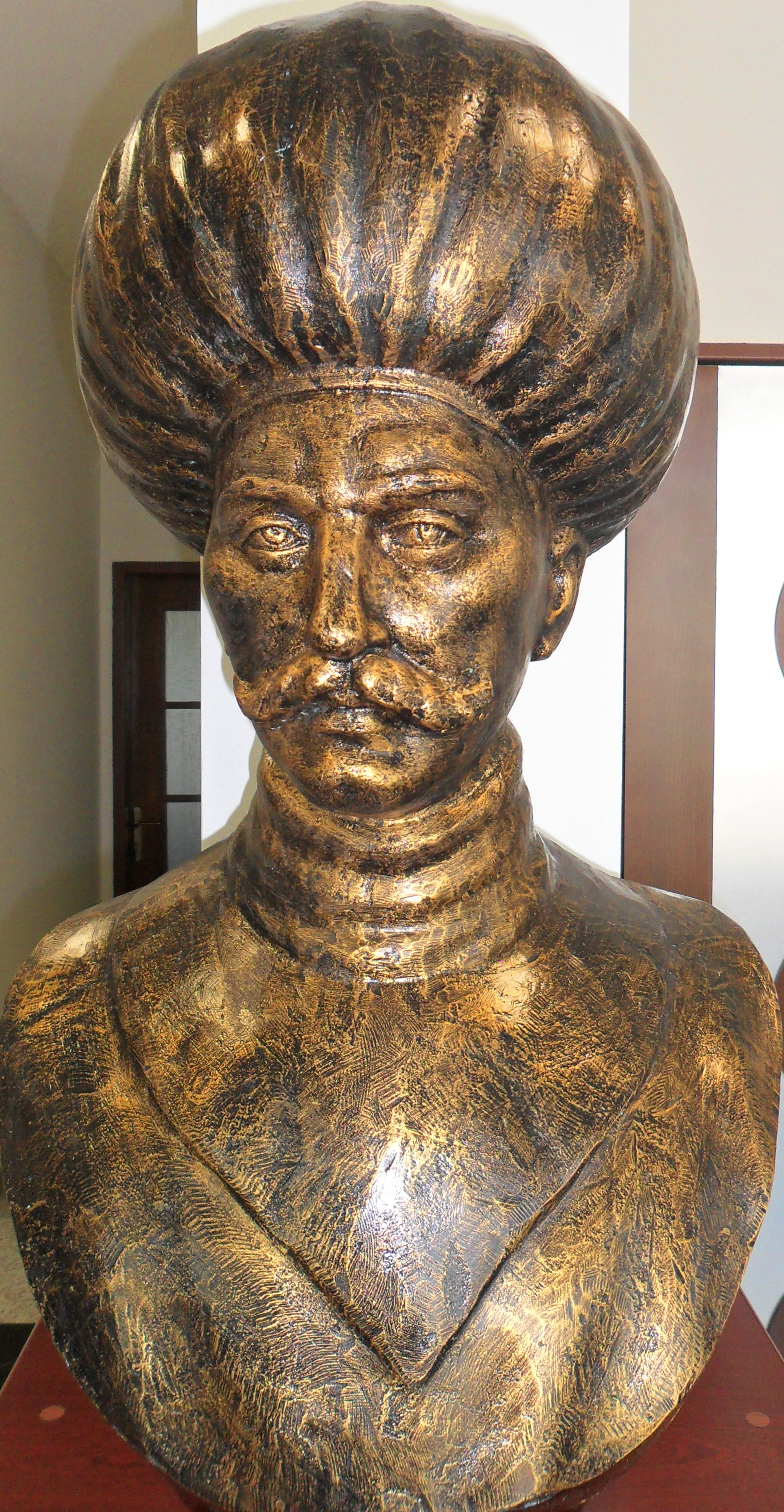
Бюст Улуча Алі-реїса у військово-морському музеї Мерсіна .
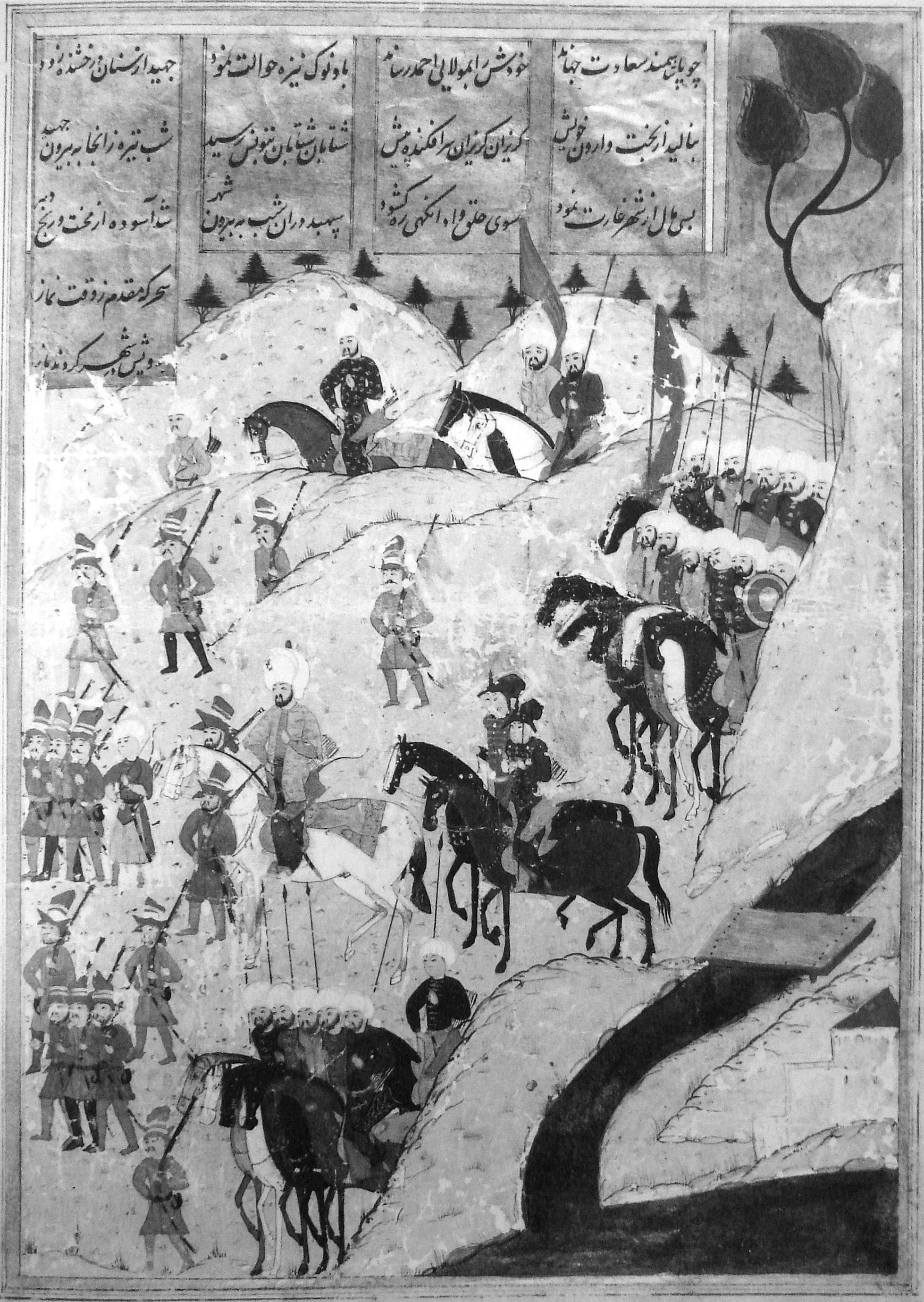
Османські війська (близько 5000 яничарів) на чолі алжирським пашею Улучем Алі в поході на Туніс у 1569 році.
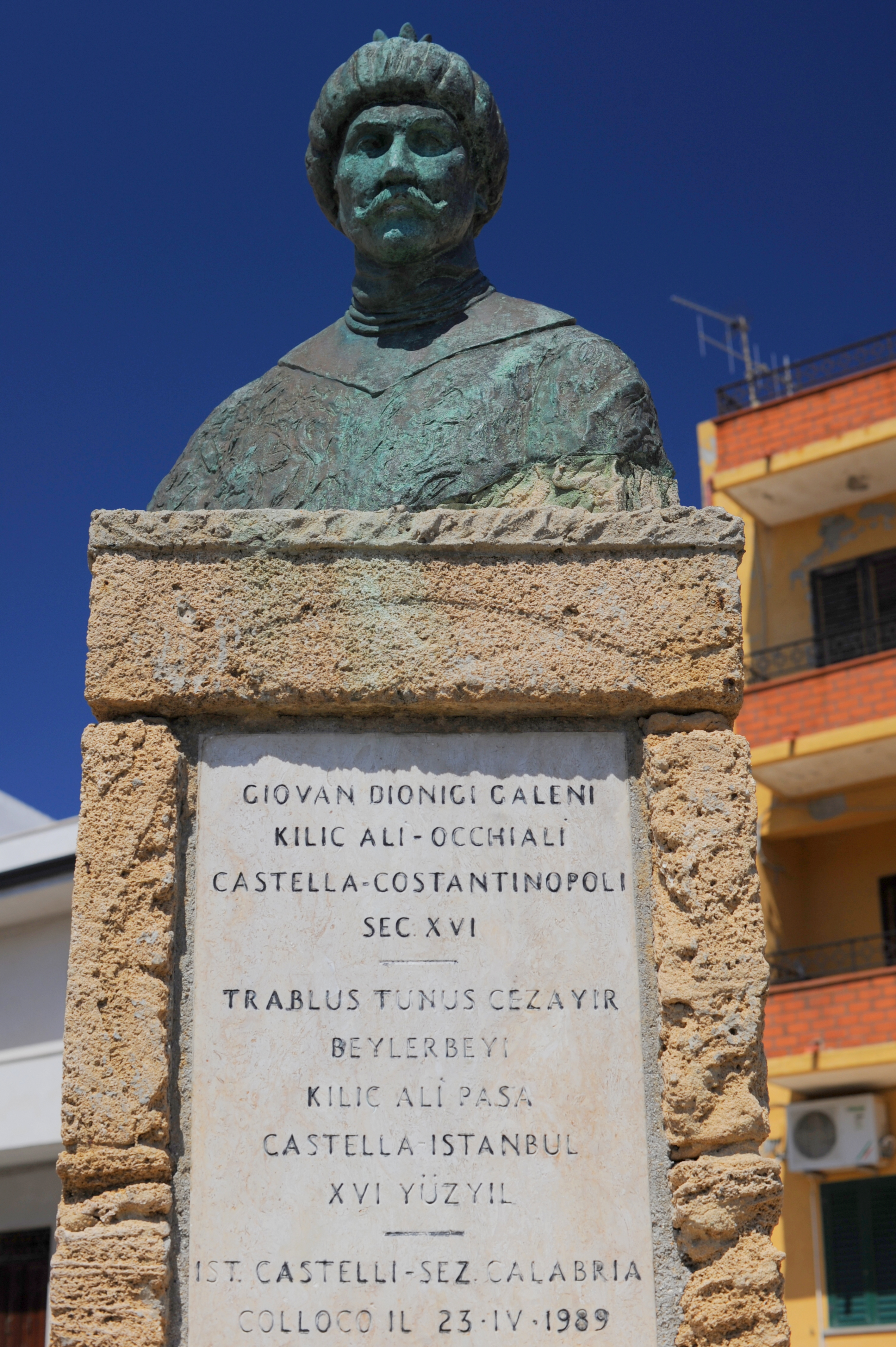
Погруддя Улуча Алі-реїса у його рідному місті Ле-Кастелла, Італія.